# Wasserburg Blankenau

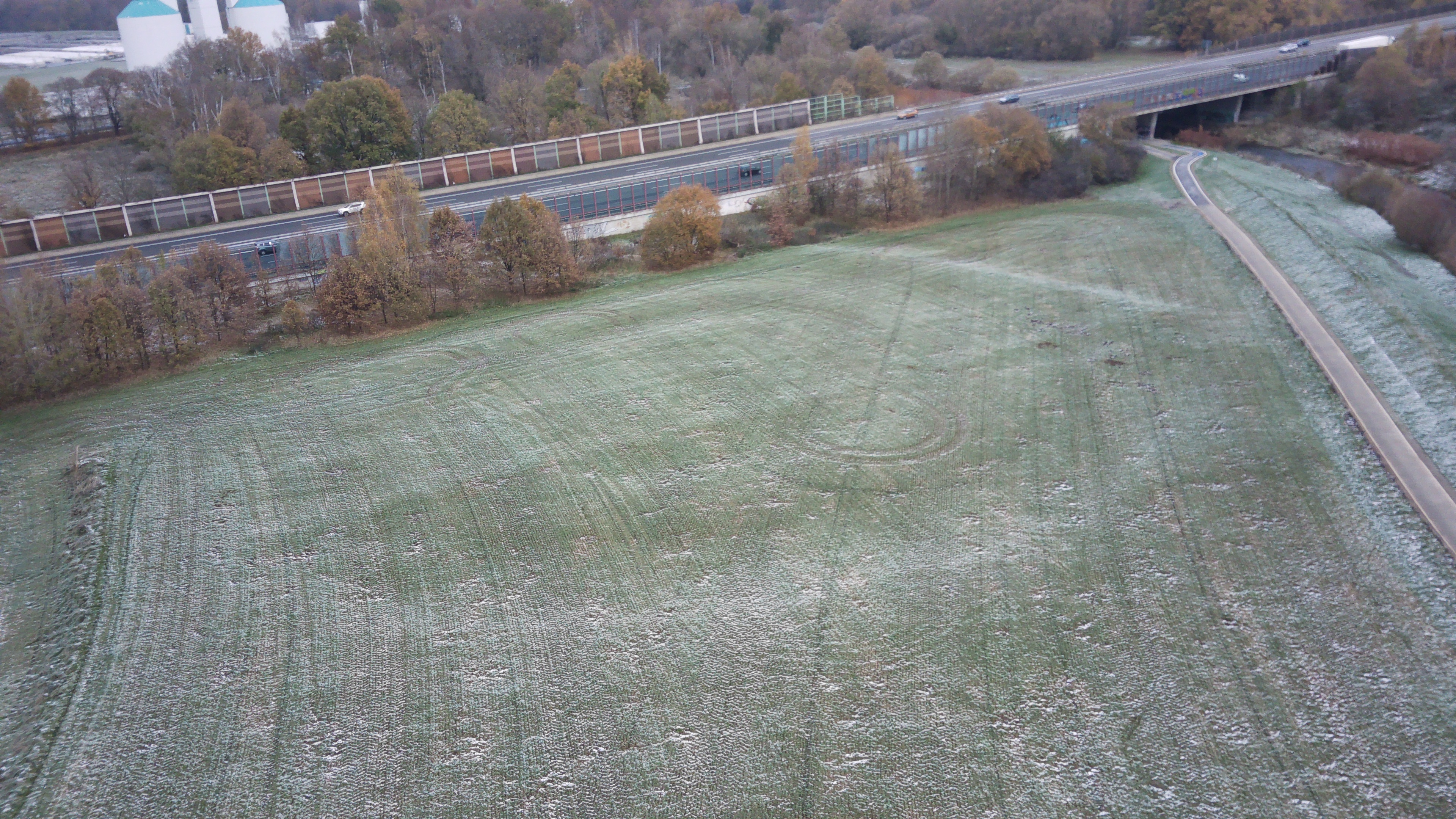
Wasserburg Blankenau – Drohnenaufnahme

Die Wasserburg Blankenau ist eine abgegangene Turmhügelburg (Motte) mit ehemals doppeltem Wassergraben nahe der heutigen Mündung des Bahrebachs in die Chemnitz beim Ortsteil Borna der Stadt Chemnitz in Sachsen. Der Burgstall steht als Bodendenkmal unter Denkmalschutz.

## Geografische Lage und Beschreibung
Der Burgstall befindet sich auf dem linken „Hochufer“ der heutigen Chemnitz direkt südlich angrenzend an die Autobahnbrücke der A4. Es ist eine Wiese. Man sieht vor Ort auf der Wiese praktisch keine Spuren der Anlage. Neuere Laserscans aus der Luft (Lidar) vor 2022 zeigen noch drei konzentrische Wallringe, die am Boden visuell kaum mehr wahrnehmbar sind.
Es ist zu beachten, dass der Burgstall sich auf der höher gelegenen Wiese befindet, also nicht auf der unteren Wiese, die direkt an die Chemnitz anstößt.
Der Burgstandort ist über die Heinersdorfer Straße erreichbar.

## Kartographie und Flurnamen
Der Burgstall/ Burgstandort ist auf jüngeren Karten nicht mehr verzeichnet.
Das Meilenblatt von Sachsen, Bl. Nr. 154 im Maßstab 1:12000, welches nach 1790 entstand, zeigt die doppelte Ringwallanlage neben zwei Fischteichen, die durch einen Wall getrennt sind. Dieses Meilenblatt befindet sich in der Preußischen Staatsbibliothek Berlin.
Die Fischteiche wurden wohl vor 1886 beseitigt, denn das Meßtischblatt von 1886, Nr. 96, Section Mittweida im Maßstab 1:25000 zeigt die Ringwallanlage ohne die Fischteiche, direkt am Fluss Chemnitz gelegen zwischen den Dörfern Heinersdorf und Glösa.
Als historische Flurnamen sind belegt: „Blankenburg“, „Alter Schloss Wall“ und „Schloßacker“. Laut Volkmar Geupel auch noch "Woal".
Heute (2022) erinnert noch der Name der „Blankenburgstraße“ an die ehemalige Burg Blankenau.
Der Name Blankenburg ist historisch nicht korrekt, hat sich aber im Volksmund offenbar durchgesetzt.

## Geschichte von Burg, Gut und Adelsgeschlecht
Die Burg mit doppeltem Wall wurde offenbar von den Herren von Blankenau, ehemalige Herren von Gersdorf (bei Leisnig) erbaut und kann für 1269 (erste Erwähnung von „Albert von Blankenau“, in der Urkunde als "Albertus" von „Blankenowe“) als deren befestigter neuer Stammsitz als existent angenommen werden.
Für eine frühe Gründung der Burg spricht auch deren Lage an der als „Siedelbahn“ genutzten Altstraße, welche von Altenburg über Penig und Chemnitz nach Rübenau führte. Bei Glösa querte diese alte Straße den Fluss Chemnitz. Demnach lag die Burg strategisch günstig an einer wichtigen Handelsstraße, die die Reichsstädte Altenburg und Chemnitz mit Böhmen verband.
In keiner der bekannten Urkunden wird die Burg Blankenau direkt erwähnt, also als „castrum“ benannt.
1307 wurde die Burg im Krieg zwischen den Wettinern und dem Habsburger König Albrecht I. höchstwahrscheinlich zerstört. Von 1318 bis 1378 wurde der Blankenauer Grundbesitz etappenweise an das Benediktinerkloster Chemnitz verkauft. Die ehemalige Herrschaft Blankenau kam mit diesem nach der Reformation und Auflösung des Klosters Chemnitz im Jahre 1548 an das kursächsische Amt Chemnitz.

### Adelsgeschlecht von Gersdorf, Hartha und Blankenau
Im Jahre 1223 wird mit Albert von Gersdorf (belegt bis 1228) erstmals das Geschlecht derer von Gersdorf erwähnt. Dies erfolgte zusammen mit seinem Bruder Heinrich von Hartha („Heinrich von Harth“) in einer in Altenburg ausgestellten Urkunde für König Heinrich VII. als Zeugen.
Die von Gersdorf und Blankenau sind wegen ihrer Heiratsverbindungen mit den Reichsministerialen von Crimmitschau und denen von Schönburg der führenden Oberschicht des pleißenländischen Adels zuzurechnen. Sie treten in den Zeugenreihen der Urkunden der Markgrafen von Meißen, Siegfrieds von Mügeln, der Burggrafen von Leisnig, der Burggrafen von Altenburg und der Herren von Schönburg auf. In der Gründungsurkunde des schönburgischen Hausklosters Geringswalde von 1233 durch Hermann III. von Schönburg benennt dieser seine Vasallen als Zeugen: Johann von Rochlitz, Heinrich von Hart (Hartha bei Geringswalde), Otto von Gersdorf (Gersdorf bei Leisnig), Heinrich von Pichne und Heinrich von Belen (Böhlen bei Leisnig).
Auf Grundlage der überlieferten Siegel, wies Leo Bönhoff als erster Forscher auf die Verwandtschaft derer von Gersdorf und derer von Blankenau hin. Beide Adelsfamilien führen den durch einen horizontalen Querbalken geteilten Schild als Wappen/Siegel, so dass Albert, Friedrich und Hermann von Blankenau als Söhne des Otto von Gersdorf angesprochen werden dürfen. Der wiederkehrende Vorname Albert bei denen von Blankenau und ihre Besitzungen um Gersdorf bei Hartha bestätigen dies. Zwischen 1255 und 1275 setzt die urkundliche Überlieferung für die „von Gersdorf“ aus. 1245 befindet sich bereits ein Teil von Gersdorf im Besitz derer von Poleck (Polkenberg bei Döbeln).
Der Sohn Ottos von Gersdorf, 'Albert, nennt sich 1269 „von Blankenau“ („Blankenowe“). Mit dieser Urkunde verkauft Albert von Blankenau mit Zustimmung seiner Brüder Friedrich und Hermann einen Wald bei Gersdorf(bei Hartha) an das Kloster Marienthal in Sornzig.
Die Familie siedelte also aus dem Raum Leisnig bis spätestens 1269 in den Raum Chemnitz über. 1275 ist ein Otto von Gersdorf noch ein letztes Mal belegt.
Burg Blankenau bei Chemnitz-Glösa, war ihr neuer Stammsitz, nach dem sie sich nun nennen. Bis 1318 sind die von Blankenau urkundlich fassbar. Albert von Blankenau tritt in eigenen Urkunden auf in den Jahren 1269, 1273, 1282 und 1286. Zusammen mit seinen Brüdern tritt Albert als Zeuge in Urkunden des hohen Adels in den Jahren 1273, 1283, 1287 und 1288 auf.
Im Jahre 1318 erscheinen die von Blankenau urkundlich in Sachsen das letzte Mal, denn sie veräußern hier Besitztümer, unter anderem das Dorf Altchemnitz und das später wüst gefallene Dorf Streitdorf im Norden von Chemnitz. Es handelt sich um eine Urkunde Ottos und Johanns von Blankenau. Sie sind wohl Söhne von Albert, Hermann oder Friedrich von Blankenau.
Im Jahre 1307 scheint der Heinersdorfer/Blankenauer Grund – offenbar im Zusammenhang mit der Schlacht bei Lucka – verwüstet worden zu sein. Dies belegt ein Brief der Stadt Chemnitz an die Stadt Zwickau von um 1307/1308. Der Brief berichtet vom bevorstehenden Einfall des Markgrafen Friedrich von Meißen in den Blankenauer Grund.
1330 gingen die Patronatsrechte der Kirche Glösa an das Kloster Chemnitz über. 1337 und 1339 werden ein Gut zu Blankenau bzw. zu Borna an das Kloster Chemnitz übereignet.
Eine Urkunde von 1337 nennt den Burggrafen Albrecht von Leisnig als Besitzer eines Gutes zu Blankenau, welches dieser im Jahre 1338 an Johannes von Landsberg verlieh. Doch 1338 gelangt auch dieser Besitz an das Kloster Chemnitz, denn Kaiser Ludwig der Bayer übereignet dem Kloster Chemnitz die 5 Dörfer „uff Blanckenawe“: Glösa, Furth, Borna, Draisdorf und Heinersdorf als Lehen, ohne die vormaligen Besitzer zu benennen. Den Abschluss klösterlicher Erwerbungen bildet der Kauf eines dritten Teiles des Gerichtes „uf Blankenau“ im Jahre 1378 durch das Kloster Chemnitz.
Ab diesem Zeitpunkt schweigen die Quellen zu Burg und Gut Blankenau. Im 16. Jahrhundert wird einmal der Blankenauer Grund erwähnt, der „...funf dorfer und eynnes gerichts...“ umfasst.
Auf welchem Wege – Kauf, Heirat, Erbschaft, Tausch – die von Leisnig in den Besitz von Blankenau gekommen waren, ist unbekannt. Klar ist, dass die von Leisnig lange in Beziehungen zu denen von Gersdorf-Blankenau standen.
Der Aktionsradius derer von Blankenau reichte über die Städte Altenburg, Rochlitz und Leipzig nicht hinaus.
1341 erscheinen als Zeugen „Albrecht Blankner“ und „Heinrich Forchheimer“ zusammen in einer Urkunde der Nothafte auf Falkenau im Egerland. Beide werden als Adlige ausgewiesen. Daher vermutet man eine Abwanderung derer von Blankenau ins böhmische Egerland.

### Spätmittelalter und Frühe Neuzeit
Regionalgeschichtsforscher gehen davon aus, dass der Wirtschaftshof der Burg Blankenau nach der vermuteten Zerstörung der Burg um 1307/1308 späterhin mit dem benachbarten Dorf Glösa vereinigt wurde.
1469 werden Gut und Vorwerk Glösa urkundlich erwähnt und befinden sich im Besitz eines Johann von Döhlen (vermutlich Dölau (Adelsgeschlecht)). Es handelt sich demnach um den Wirtschaftshof der Burg Blankenau, während die Burg selbst wohl Ruine war und nutzlos geworden war. Das Gut Glösa, das ein Lehen war, wird im 16. Jahrhundert dann aufgeteilt, teilweise entstehen lehnspflichtige bäuerliche Freigüter.

### Neuzeit und Gegenwart
1874 ließ der Pächter – und spätere Besitzer des Burggeländes – die bis dahin noch erkennbaren Reste der Burganlage einebnen.
Laut Ortsakte Glösa im Landesamt für Archäologie wurden 1924 die letzten direkt sichtbaren Reste der Gräben und Wälle durch eine vollständige Überackerung beseitigt.
Wohl im 19. Jahrhundert wurden die beiden Fischteiche neben dem Burgstall wieder beseitigt. Siehe die genannten alten Karten. An die Teiche erinnert heute nichts mehr. Außerdem wurde der Fluss Chemnitz begradigt, was wohl im frühen 20. Jahrhundert geschah. Die Karten nach 1790 und von 1886 zeigen noch die Chemnitz mit Schlingen, die bis an das Bodendenkmal heranreichten.
In den 1930er Jahren veränderte der Bau der Autobahn das Gelände am Bodendenkmal stark.
Der Burgstall (Burgstelle) wurde am 16. März 1960 als Bodendenkmal eingetragen. Der Burgstandort befindet sich auf einer Wiese, die nicht beackert wird. Daher hat man bislang auf eine Ausgrabung verzichtet. Bei der Planung der neuen Autobahnabfahrt Chemnitz-Glösa (1995 ?) wurde auf das Bodendenkmal Rücksicht genommen und die Abfahrt Glösa in Absprache zwischen Landesamt für Archäologie und Autobahnamt Sachsen in östliche Richtung verlegt.

## Rekonstruktionsversuch der ehemaligen Burg
Will man sich heute noch ein Bild der Anlage machen, kann man bislang nur auf ein Luftbild (Archiv-Nr.: 5142/005-1) des Landesvermessungsamtes Sachsen vom 31. Januar 1995
und die neueren Lidar-Laserscans (vor 2022) zurückgreifen.
Glücklicherweise existiert ein Zeitzeugenbericht aus dem ersten Viertel des 19. Jahrhunderts: Pfarrer D.F. Barth beschreibt die Reste der Anlage vor der Einebnung folgendermaßen: „Geht man von Born(a) nach Heinersdorf am Flusse hin, so lässt man kurz vor dem letzteren ein kleines Laubwäldchen zur rechten liegen, in welchem ein von zwei kreisrunden, concentrischen, begrasten, einige Ellen tiefen und breiten Gräben und Wällen eingeschlossenes, bewaldetes und in ein Halbdunkel gehülltes Rundtheil mit einigen kleinen Steinmassen und Vertiefungen zu sehen ist, worauf eine Burg, die Blankenburg genannt, gestanden haben soll.“
Demnach bestand die Wasserburg aus zwei umeinander umlaufende Gräben mit dazwischen verlaufendem Wall. Auf einer wohl bühlartig aufgeschütteten Insel befand sich die Burg. Demzufolge war die Anlage nach heutigem Forschungsstand offenbar eine Turmhügelburg (Motte).
Der Gesamtdurchmesser soll etwa 156 Meter gewesen sein. Laut Meßtischblatt von 1886 (Section Mittweida, Nr. 96) besitzt das Kernwerk einen Durchmesser von etwa 60 Metern. Beide umlaufenden Gräben sind auf dieser Karte noch erkennbar, der Wall dazwischen jedoch nicht.
Beide schon genannte alte Karten belegen, dass der Fluss Chemnitz mit seinen Schleifen – vor seiner Begradigung im 20. Jahrhundert – direkt bis an die Wälle und Wassergräben heranreichte.
Die Chemnitz schützte die Südwestseite der Burg, während offenbar -nach den alten Karten zu urteilen- der Heinersdorfer Bach (Bahrebach) deren Nordseite schützte.
Das Luftbild vom 31. Januar 1995 macht den inneren Graben und die Reste eines Walles wieder sichtbar. Der äußere Graben ist hierauf hingegen nur schwer zu erkennen.
Laserscans im November 2012 durch Firma analytec Dr. Steinhau bestätigen im Zusammenspiel mit den älteren Luftbildaufnahmen vom 31. Januar 1995, dass es sich offenbar um eine Turmhügelburg (Motte) handelte.
Dies legt eine sehr frühe Gründung dieser Burg nahe, da dieser Burgentyp nur im Frühmittelalter und im Hochmittelalter üblich war.

## Funde
Die wenigen Funde, die auf der Burgstelle gemacht wurden, nämlich Scherben und ein großer gotischer Schlüssel, sind Lesefunde, denn Ausgrabungen haben bislang (Stand 2022) nie stattgefunden.
Die Funde befinden sich im Schloßbergmuseum Chemnitz.
Der archäologische Nachweis wann die Burganlage errichtet wurde und wann sie aufgegeben wurde steht bislang noch aus. Die bisherigen Lesefunde datieren in das 14. und 15. Jahrhundert.
Laut Mitteilung des Schloßbergmuseums Chemnitz 2022 wurde nur ein gebrannter Ziegel und der gotische „Burgschlüssel“ im 19. Jahrhundert gefunden laut Inventarlisten. Der Schlüssel soll in einer kommenden Ausstellung ausgestellt werden. Ob der Ziegel noch im Depot vorhanden ist, muss noch geklärt werden.

## Heutige Nutzung
Der Burgstandort wird (2022) als private Wiese genutzt, welche nicht beackert wird.

## Ehemalige Herrschaft Blankenau
Die Herrschaft Blankenau (13.–14. Jh.) umfasste die Dörfer des historisch belegten „Blankenauer Grundes“: nämlich die Waldhufendörfer Furth, Glösa, Borna, Heinersdorf, sowie Draisdorf, ein Platzdorf mit Waldhufenflur. Außerdem gehörte offenbar das Dorf Altchemnitz und das später wüst gefallene Dorf Streitdorf nördlich von Chemnitz dazu. Streitdorf grenzte mit seiner Flur an das Dorf Furth.
Außerdem vermutet man ein historisch nicht belegtes Dorf „Blankenau“ direkt bei dieser Burg.